# Естадіо-Муніципаль-де-Бутарке
«Естадіо Муніципаль де  Бутарке» (ісп. Estadio Municipal de Butarque) — футбольний стадіон в Леганесі, Іспанія, домашня арена ФК «Леганес».
Стадіон побудований та відкритий 1998 року. Назва стадіону походить від Божої Матері Бутарке, яка є покровителем Леганеса.
У 2016 році було представлено план реконструкції арени із розширенням до 12 000 місць.
Окрім футбольних матчів на стадіоні проводяться інші спортивні та культурні заходи.